# 桂川駅 (福岡県)
桂川駅（けいせんえき）は、福岡県嘉穂郡桂川町大字豆田にある、九州旅客鉄道（JR九州）の駅である。

## 概要
筑豊本線を所属線とし、当駅を起点とする篠栗線を加えた2路線が乗入れている。
筑豊本線においては当駅が運行上の境界駅となっている。当駅から折尾駅方面は篠栗線と共に電化され、「福北ゆたか線」の愛称で一体運転が行われており、1時間当たり快速列車が2本、普通列車が1 - 2本と本数も多い。一方、当駅から原田駅方面は非電化で、「原田線」の愛称が付けられているが、こちらは1日に普通列車が8往復（土曜・休日は9往復）のみの運転である。
駅ナンバリングについては、福北ゆたか線（筑豊本線折尾方面・篠栗線）にJC11、原田線（筑豊本線原田方面）にJG01と、それぞれ設定されている。

## 歴史
計画段階では上穂波村長尾地区（現・飯塚市）に駅が開設される予定であったが、資金不足等により現在の位置に九州鉄道長尾駅として開設され、「長尾」の地名を駅に冠した。背景に地元有力政治家の圧力があったとされる。
石炭産業が盛んだった頃は、当駅から日鉄鉱業嘉穂鉱業所大分坑や麻生鉱業豆田炭鉱へ専用線が伸びていたが、いずれも閉山と共に廃止された。なお大分坑への専用線の一部は、現在の篠栗線となっている。
1940年（昭和15年）12月1日に桂川駅（けいせんえき）と改称された。長らく博多駅方面へ向かうには、原田駅で乗換を要する1時間以上の道のりであったが、1968年（昭和43年）5月25日に篠栗線延伸区間が開通し当駅に直結、気動車による運行となると、一挙に所要時間は半減された。さらに、篠栗線を上山田線の臼井駅まで延長し、未成に終わった油須原線を通じて最終的に苅田港駅へと向かう一大横断ルートを新設する構想もあったが、上山田線の延伸が実現した程度にとどまった。2001年（平成13年）には篠栗線と筑豊本線の当駅より東側が電化されて、博多駅までは最短25分となった。
従来、駅の北側からのみ駅を利用することが出来たが、国道200号から駅南側にアクセス出来る道路整備が進められ、2018年度（平成30年度）から駅南北を結ぶ自由通路および新しい駅舎を建設する工事が始まった。自由通路はエレベーターを装備してバリアフリー対策も成され、2階建て駅舎に直接出入りすることや、駅南側からも容易に利用することが出来るよう計画された。その後2021年（令和3年）3月に自由通路及び新駅舎が完成、同21日に開通式が行われ同日正午に供用開始された。改札内には各ホームへの階段及びエレベーターが設置され構内のバリアフリー化も行われている。一方、新駅舎の供用開始まで使用されていた旧跨線橋は通行出来なくなり後に撤去された。

### 年表
- 1901年（明治34年）12月9日：長尾駅（ながおえき）として九州鉄道（初代）が開設[1][3]。
- 1907年（明治40年）7月1日：九州鉄道（初代）が国有化され、帝国鉄道庁が所管[3]。
- 1929年（昭和04年）12月7日：筑前内野駅 - 原田駅間開通により筑豊本線所属駅に編入[11]。
- 1940年（昭和15年）12月1日：桂川駅（けいせんえき）に改称[5][11]。
- 1968年（昭和43年）5月25日：篠栗線篠栗 - 当駅間開業により全通[5][12]。
- 1982年（昭和57年）11月15日：貨物取扱廃止[4]。
- 1984年（昭和59年）2月1日：荷物扱い廃止[4]。
- 1987年（昭和62年）4月1日：国鉄分割民営化により九州旅客鉄道が継承[13]。
- 1989年（平成元年）3月7日：「みどりの窓口」を設置[14]。
- 2001年（平成13年）
  - 3月20日：自動改札機を設置し、供用開始[15]。
  - 10月6日：筑豊本線東折尾信号場 - 直方駅 - 桂川駅間および篠栗線吉塚駅 - 桂川駅間電化[13][12]。
- 2009年（平成21年）3月1日：ICカードSUGOCAの供用を開始[16]。
- 2019年（令和元年）9月21日：駅周辺整備工事に伴う駅舎建替のため仮駅舎へ移転[17]。
- 2021年（令和03年）3月21日：南北自由通路供用開始[10][18]。
- 2023年（令和05年）10月1日：駅営業形態をJR九州サービスサポートによる業務委託駅から[19]、九州旅客鉄道本体による直営駅へ変更[20]。

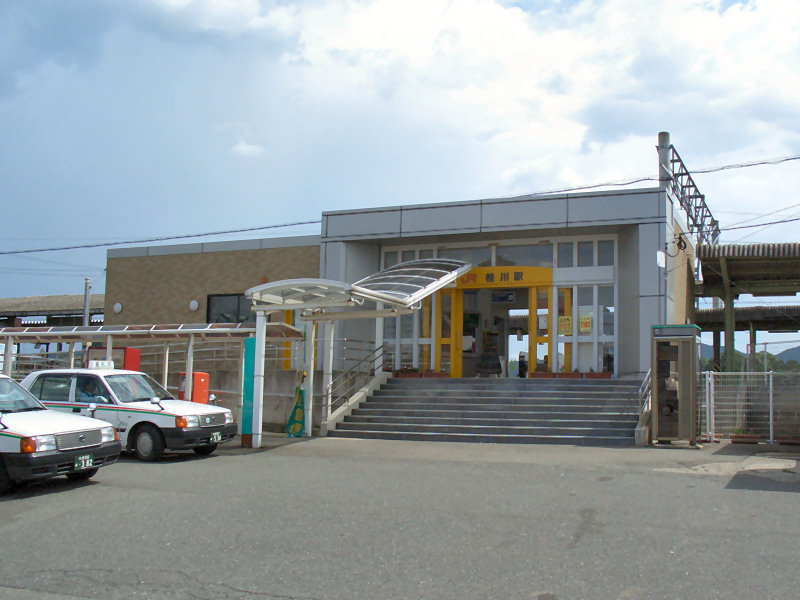
旧駅舎（2006年8月）
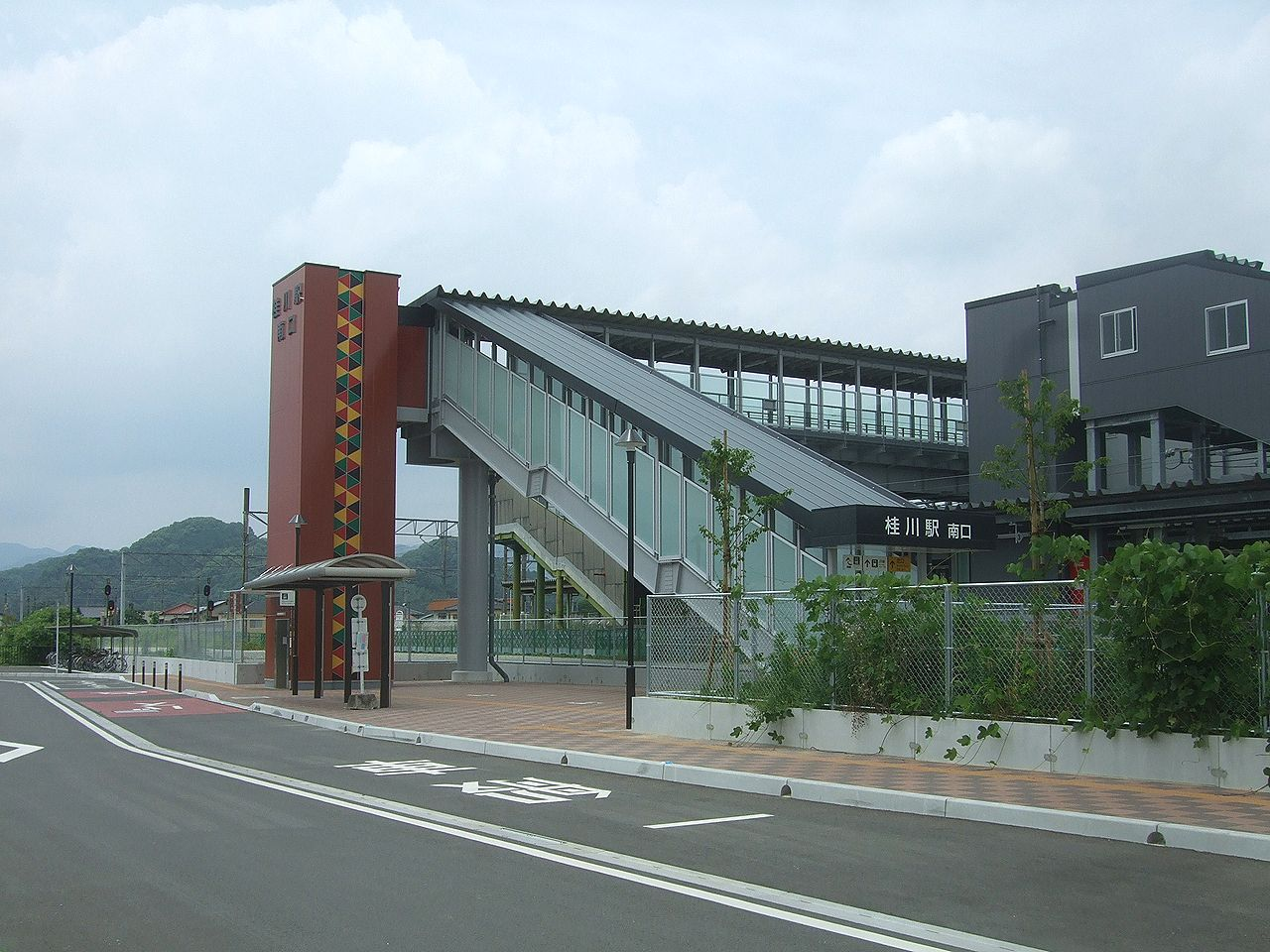
2021年の新駅舎供用開始に伴い整備された南口

## 駅構造
単式ホーム1面1線と島式ホーム1面2線の計2面3線を有する地上駅であり、駅舎を単式ホーム側（北側）の上方に設置した橋上駅となっている。駅南側に保線車両留置用の側線がある。基本的には1番のりばを新飯塚・直方方面、2番のりばを原田線、3番のりばを筑前大分・博多方面が使用するが、当駅始発の上り始発列車は、直方から回送して運用するため、折り返しが可能である2番のりばを使用する。また、福北ゆたか線の列車の一部は、緩急接続のために2番のりばを使用する場合がある。
互いのホームは跨線橋で連絡している。福北ゆたか線電化に伴う電車乗入れに際し非電化の原田線の発着に利用されている2番ホームも嵩上げされ、原田線で運行されている気動車では通常とは逆に車輛のステップよりもホームが高くなるような「逆段差」が発生することとなった。そのため、ホームには利用客に乗降時の注意を促す看板が設置されている。
時期は不明だが中線の架線の一部（2両編成のパンタグラフ停車位置）が補強されている。
直営駅だが新飯塚駅管理で、同駅から要員が派出される形をとる。みどりの窓口、自動券売機、自動改札機が設置されている。福北ゆたか線方面はSUGOCAの利用区間となっている。原田線についてはエリア外のため途中駅での乗降はできないが、原田駅以遠（鳥栖・二日市方面）への利用の場合のみSUGOCAが利用可能である。
駅舎に隣接して「コラボ倶楽部」というパン・菓子・飲料等も販売している電器店があり、改札内（1番ホーム）から利用することも可能であったが、2023年3月31日で閉店している。

### のりば
| のりば | 路線         | 方向 | 行先             | 備考          |
| ------ | ------------ | ---- | ---------------- | ------------- |
| 1      | 福北ゆたか線 | 上り | 新飯塚・直方方面 | 一部2番のりば |
| 2      | 原田線       | -    | 上穂波・原田方面 |               |
| 3      | 福北ゆたか線 | 下り | 篠栗・博多方面   | 一部2番のりば |

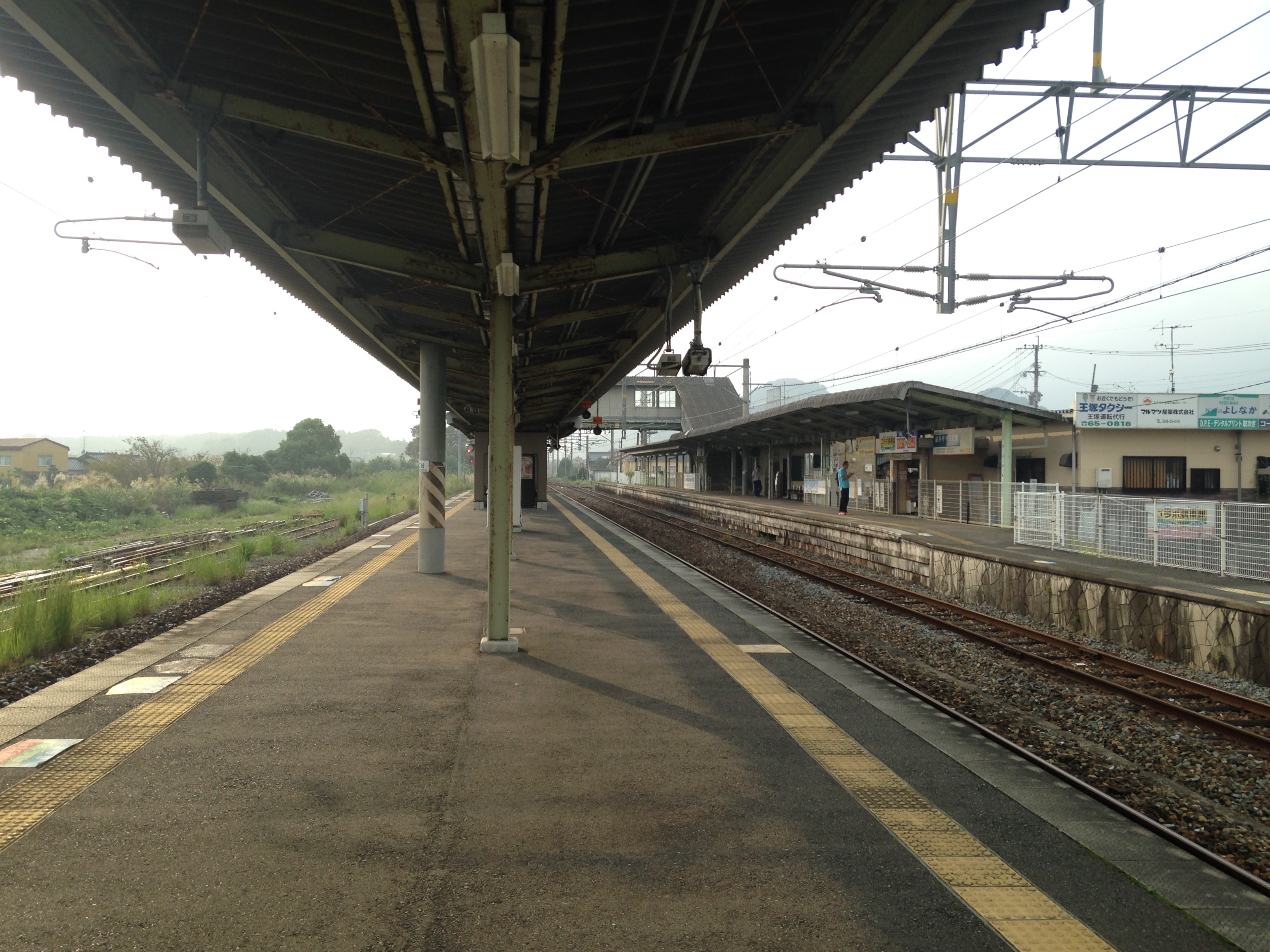
ホーム（2016年10月）
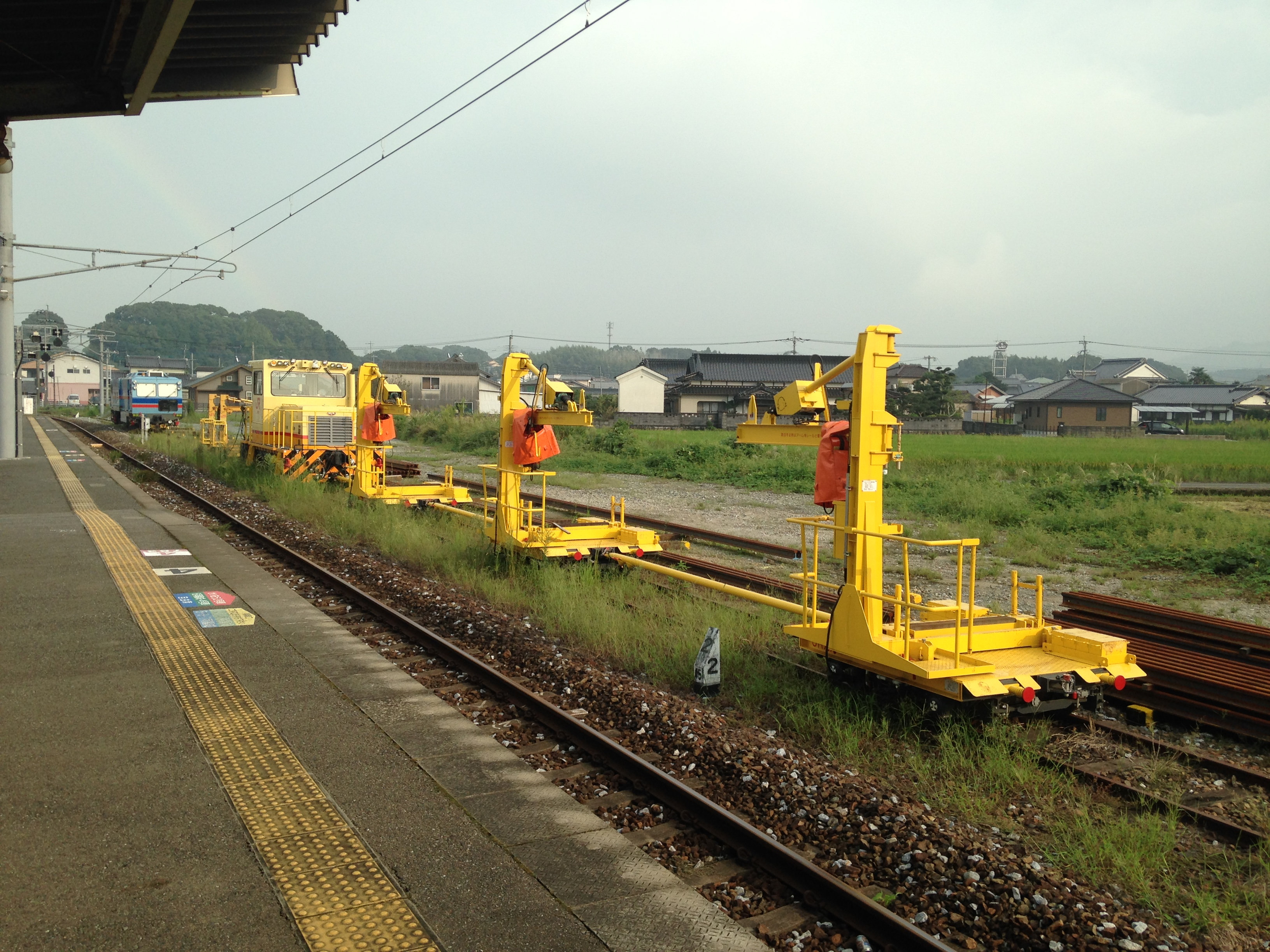
保線車留置用の側線（2016年10月）

## 利用状況
2021年（令和2年）度の1日平均乗車人員は1,401人であり、JR九州の駅としては第109位である。
近年の1日平均乗車人員は以下の通り。
| 年度               | 1日平均 乗車人員 |
| ------------------ | ---------------- |
| 2016年（平成28年） | 1,881            |
| 2017年（平成29年） | 1,876            |
| 2018年（平成30年） | 1,856            |
| 2019年（令和元年） | 1,861            |
| 2020年（令和02年） | 1,342            |
| 2021年（令和03年） | 1,401            |

## 駅周辺
当駅は桂川町中心部から2 km程離れた町外れの場所にある。筑豊本線と篠栗線が分岐する拠点の駅として、自家用車で駅までアクセスして鉄道を利用する旅客が多く、朝晩の通勤時間帯には駅周辺が混雑する。駅前は数軒の小規模商店と民家が点在する程度で閑散としている。駅前にはタクシーが常駐し、また桂川町中心部・飯塚市・嘉麻市方面、福岡県立嘉穂総合高等学校等へバスが運行されている。なお、筑穂地区の飯塚市予約乗合タクシーは西側ロータリー兼駐車場（路線バスも待機するところ）に乗入れる。
- 王塚古墳 - 北へ約800 m[21]
- 豆田公民館
- 豆田団地
- 長尾東団地
- やぶれ饅頭
- カフェマメタ
- 国道200号
- 福岡県道427号桂川停車場線
- 福岡県道444号豆田稲築線

## バス路線
西鉄バス（西鉄バス筑豊）、飯塚市コミュニティバス、嘉麻市バスと、桂川町が運行する福祉バス及び買い物・通院バスが発着する。2021年10月1日より西鉄バスと嘉麻市バスの停留所が駅南口側に移転したため現在は事業者により乗り場が分散する形となっている。桂川町福祉バスのみ駅北口側・駅南口側のどちら側にも停留所がある。

### 駅北口側
- 飯塚市コミュニティバス
  - 筑穂・飯塚線：イオン穂波店・コスモスコモン・大分駅・筑穂支所方面
- 桂川町福祉バス「ひまわり2号」
  - 西部コース：豆田・総合福祉センター方面
- 桂川町買物・通院バス「いきいき号」 ※火・金のみ運行
  - 総合福祉センター方面

### 駅南口側
- 西鉄バス筑豊
  - 27：飯塚・天道・桂川役場・嘉穂総合高校・碓井・西牛隈・西鉄大隈方面
- 嘉麻市バス（山田バス）（稲築バス）
  - 嘉穂総合高校・吉隈・西牛隈・生涯学習館・熊ヶ畑方面
  - （嘉穂総合高校・）志耕館高校・稲築病院・嘉麻市役所（稲築庁舎）・なつきの湯・鴨生団地・（藤見台・）下鴨生駅方面
- 桂川町福祉バス「ひまわり2号」 - 駅南停留所
  - 西部コース：豆田・総合福祉センター方面

## その他
- 京都府にある東海道本線の桂川駅（かつらがわえき）と区別するため、当駅発着の乗車券には「（筑）桂川」と印字される。

## 隣の駅
九州旅客鉄道（JR九州）
 福北ゆたか線
- 特急「かいおう」停車駅

■快速・■普通
天道駅 (JC12) - 桂川駅 (JC11) - 筑前大分駅 (JC10)
 原田線（筑豊本線原田方面）
桂川駅 (JG01) - 上穂波駅 (JG02)